# Tour de Suisse 2008
Tour de Suisse 2008, den 72. udgave af cykelløbet Tour de Suisse foregik fra 14. til 22. juni 2008 i Schweiz.
Tjekkeren Roman Kreuziger vandt sammenlagt, foran Andreas Klöden.

## Etaper

### 1. etape – 14. juni 2008 –Langnau im Emmental> Langnau im Emmental, 146 km
|   | Rytter            | Hold               | Tid     |
| - | ----------------- | ------------------ | ------- |
| 1 | Oscar Freire      | Rabobank           | 3:42.35 |
| 2 | Martin Elmiger    | AG2R - La Mondiale | s.t     |
| 3 | Kim Kirchen       | Team High Road     | s.t     |
| 4 | Greg Van Avermaet | Silence-Lotto      | s.t     |
| 5 | Philippe Gilbert  | Française des Jeux | s.t     |

|   | Rytter          | Hold               | Tid     |
| - | --------------- | ------------------ | ------- |
| 1 | Oscar Freire    | Rabobank           | 3:42.25 |
| 2 | Martin Elmiger  | AG2R - La Mondiale | + 4     |
| 3 | David Loosli    | Lampre             | + 4     |
| 4 | Kim Kirchen     | Team High Road     | + 6     |
| 5 | Inigo Landaluze | Euskaltel-Euskadi  | + 7     |

### 2. etape – 15. juni 2008 – Langnau im Emmental >Flumserberg, 197 km
|   | Rytter         | Hold              | Tid     |
| - | -------------- | ----------------- | ------- |
| 1 | Igor Antón     | Euskaltel-Euskadi | 5:00.04 |
| 2 | Kim Kirchen    | Team High Road    | + 6     |
| 3 | Damiano Cunego | Lampre            | + 6     |
| 4 | Fränk Schleck  | Team CSC          | + 6     |
| 5 | Oliver Zaugg   | Gerolsteiner      | + 8     |

|   | Rytter         | Hold              | Tid     |
| - | -------------- | ----------------- | ------- |
| 1 | Igor Antón     | Euskaltel-Euskadi | 8:42.29 |
| 2 | Kim Kirchen    | Team High Road    | + 6     |
| 3 | Damiano Cunego | Lampre            | + 12    |
| 4 | Fränk Schleck  | Team CSC          | + 16    |
| 5 | Oliver Zaugg   | Gerolsteiner      | + 18    |

### 3. etape – 16. juni 2008 –Flums>Gossau, 154 km
|   | Rytter            | Hold           | Tid     |
| - | ----------------- | -------------- | ------- |
| 1 | Robbie McEwen     | Silence-Lotto  | 3:50.05 |
| 2 | Oscar Freire      | Rabobank       | s.t     |
| 3 | Gerald Ciolek     | Team High Road | s.t     |
| 4 | Robert Förster    | Gerolsteiner   | s.t     |
| 5 | Danilo Napolitano | Lampre         | s.t     |

|   | Rytter         | Hold              | Tid      |
| - | -------------- | ----------------- | -------- |
| 1 | Igor Antón     | Euskaltel-Euskadi | 12:32.34 |
| 2 | Kim Kirchen    | Team High Road    | + 6      |
| 3 | Damiano Cunego | Lampre            | + 12     |
| 4 | Fränk Schleck  | Team CSC          | + 16     |
| 5 | Oliver Zaugg   | Gerolsteiner      | + 18     |

### 4. etape – 17. juni 2008 – Gossau >Domat/Ems, 171 km
|   | Rytter         | Hold           | Tid     |
| - | -------------- | -------------- | ------- |
| 1 | Robbie McEwen  | Silence-Lotto  | 4:04.10 |
| 2 | Oscar Freire   | Rabobank       | s.t     |
| 3 | Gerald Ciolek  | Team High Road | s.t     |
| 4 | Leonardo Duque | Cofidis        | s.t     |
| 5 | Markus Zberg   | Gerolsteiner   | s.t     |

|   | Rytter         | Hold              | Tid      |
| - | -------------- | ----------------- | -------- |
| 1 | Igor Antón     | Euskaltel-Euskadi | 16:36.44 |
| 2 | Kim Kirchen    | Team High Road    | + 6      |
| 3 | Damiano Cunego | Lampre            | + 12     |
| 4 | Fränk Schleck  | Team CSC          | + 16     |
| 5 | Oliver Zaugg   | Gerolsteiner      | + 18     |

### 5. etape – 18. juni 2008 – Domat/Ems >Caslano, 187 km
|   | Rytter              | Hold            | Tid     |
| - | ------------------- | --------------- | ------- |
| 1 | Markus Fothen       | Gerolsteiner    | 4:47.30 |
| 2 | Sergej Ivanov       | Astana          | + 50    |
| 3 | Markus Zberg        | Gerolsteiner    | + 57    |
| 4 | Michael Albasini    | Liquigas        | + 57    |
| 5 | Aleksandr Botsjarov | Crédit Agricole | + 57    |

|   | Rytter          | Hold              | Tid      |
| - | --------------- | ----------------- | -------- |
| 1 | Igor Antón      | Euskaltel-Euskadi | 21:25.12 |
| 2 | Kim Kirchen     | Team High Road    | + 6      |
| 3 | Oliver Zaugg    | Gerolsteiner      | + 18     |
| 4 | Roman Kreuziger | Liquigas          | + 21     |
| 5 | Stijn Devolder  | Quick Step        | + 22     |

### 6. etape – 19. juni 2008 –Ambrì>Verbier, 193 km
|   | Rytter          | Hold           | Tid     |
| - | --------------- | -------------- | ------- |
| 1 | Kim Kirchen     | Team High Road | 5:29.23 |
| 2 | Andreas Klöden  | Astana         | s.t     |
| 3 | Roman Kreuziger | Liquigas       | + 6     |
| 4 | Sergej Ivanov   | Astana         | + 12    |
| 5 | Stijn Devolder  | Quick Step     | + 20    |

|   | Rytter          | Hold              | Tid      |
| - | --------------- | ----------------- | -------- |
| 1 | Kim Kirchen     | Team High Road    | 26:54.31 |
| 2 | Roman Kreuziger | Liquigas          | + 27     |
| 3 | Igor Antón      | Euskaltel-Euskadi | + 33     |
| 4 | Stijn Devolder  | Quick Step        | + 46     |
| 5 | Thomas Lövkvist | Team High Road    | + 56     |

### 7. etape – 20. juni 2008 –Gruyères>Lyss, 171 km
|   | Rytter            | Hold          | Tid     |
| - | ----------------- | ------------- | ------- |
| 1 | Fabian Cancellara | Team CSC      | 3:47.09 |
| 2 | Erik Zabel        | Milram        | + 2     |
| 3 | Robbie McEwen     | Silence-Lotto | + 2     |
| 4 | Robert Förster    | Gerolsteiner  | + 2"    |
| 5 | Danilo Napolitano | Lampre        | + 2     |

|   | Rytter          | Hold              | Tid      |
| - | --------------- | ----------------- | -------- |
| 1 | Kim Kirchen     | Team High Road    | 30:41.42 |
| 2 | Roman Kreuziger | Liquigas          | + 27     |
| 3 | Igor Antón      | Euskaltel-Euskadi | + 33     |
| 4 | Stijn Devolder  | Quick Step        | + 46     |
| 5 | Thomas Lövkvist | Team High Road    | + 56     |

### 8. etape – 21. juni 2008 –Altdorf>Klausenpass(ITT), 25 km
|   | Rytter          | Hold             | Tid     |
| - | --------------- | ---------------- | ------- |
| 1 | Roman Kreuziger | Liquigas         | 1:00.22 |
| 2 | José Rujano     | Caisse d'Epargne | + 16    |
| 3 | Andreas Klöden  | Astana           | + 17    |
| 4 | Damiano Cunego  | Lampre           | + 54    |
| 5 | Fränk Schleck   | Team CSC         | + 1.26  |

|   | Rytter          | Hold              | Tid      |
| - | --------------- | ----------------- | -------- |
| 1 | Roman Kreuziger | Liquigas          | 31:42.31 |
| 2 | Andreas Klöden  | Astana            | + 49     |
| 3 | Igor Antón      | Euskaltel-Euskadi | + 1.55   |
| 4 | Damiano Cunego  | Lampre            | + 2.11   |
| 5 | Thomas Lövkvist | Team High Road    | + 2.37   |

### 9. etape – 22. juni 2008 – Altdorf >Bern, 165 km
|   | Rytter            | Hold               | Tid     |
| - | ----------------- | ------------------ | ------- |
| 1 | Fabian Cancellara | Team CSC           | 4:01.07 |
| 2 | Philippe Gilbert  | Française des Jeux | s.t     |
| 3 | Daniel Moreno     | Caisse d'Epargne   | + 4     |
| 4 | Matteo Tosatto    | Quick Step         | + 5     |
| 5 | Markus Zberg      | Gerolsteiner       | + 8     |

|   | Rytter          | Hold              | Tid      |
| - | --------------- | ----------------- | -------- |
| 1 | Roman Kreuziger | Liquigas          | 35:43.46 |
| 2 | Andreas Klöden  | Astana            | + 49     |
| 3 | Igor Antón      | Euskaltel-Euskadi | + 1.55   |
| 4 | Damiano Cunego  | Lampre            | + 2.11   |
| 5 | Thomas Lövkvist | Team High Road    | + 2.37   |

## Sammenlagt
|   | Rytter          | Hold              | Tid      |
| - | --------------- | ----------------- | -------- |
| 1 | Roman Kreuziger | Liquigas          | 35:43.46 |
| 2 | Andreas Klöden  | Astana            | + 49     |
| 3 | Igor Antón      | Euskaltel-Euskadi | + 1.55   |
| 4 | Damiano Cunego  | Lampre            | + 2.11   |
| 5 | Thomas Lövkvist | Team High Road    | + 2.37   |
| 6 | Andy Schleck    | Team CSC          | + 2.57   |
| 7 | Kim Kirchen     | Team High Road    | + 2.58   |
| 8 | Markus Fothen   | Gerolsteiner      | + 4.08   |
| 9 | Christian Knees | Team Milram       | + 4.18   |
| 5 | Laurens ten Dam | Rabobank          | + 4.26   |

## Eksterne links
- Officielle side